# Museum für Meereskunde (Berlin)

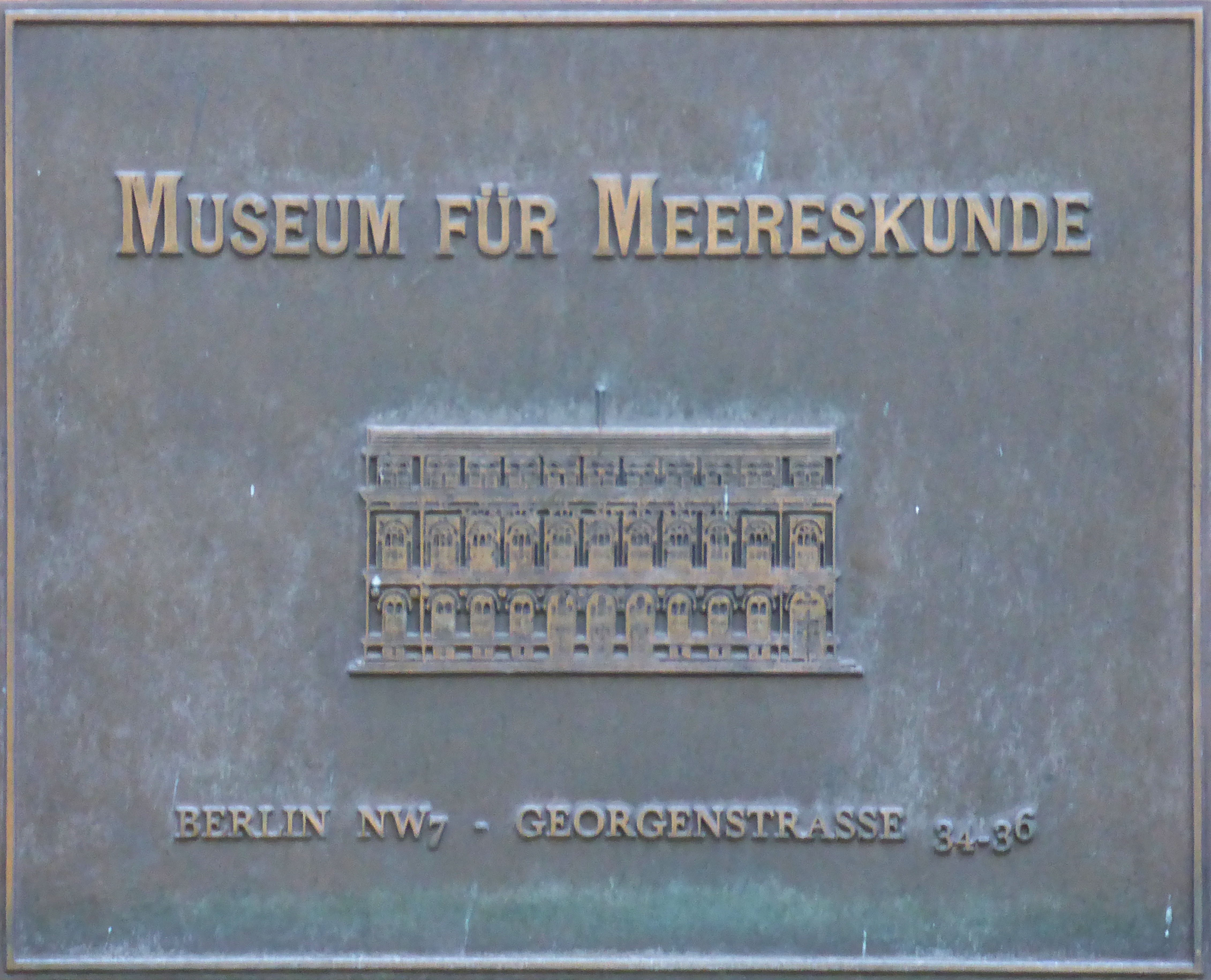
Bronzeschild des Museums für Meereskunde an der Fassade des Deutschen Technikmuseum Berlin

Das Institut und Museum für Meereskunde (IMfM bzw. MfM) wurden 1900 als gesonderte Einrichtungen der Berliner Universität gegründet. Die Eröffnung des Museums fand am 5. März 1906 im Beisein von Kaiser Wilhelm II. statt. Das Museum wurde im Zweiten Weltkrieg durch Bomben stark zerstört und nicht wieder aufgebaut.

## Entstehung, Aufbau und Aufgabe

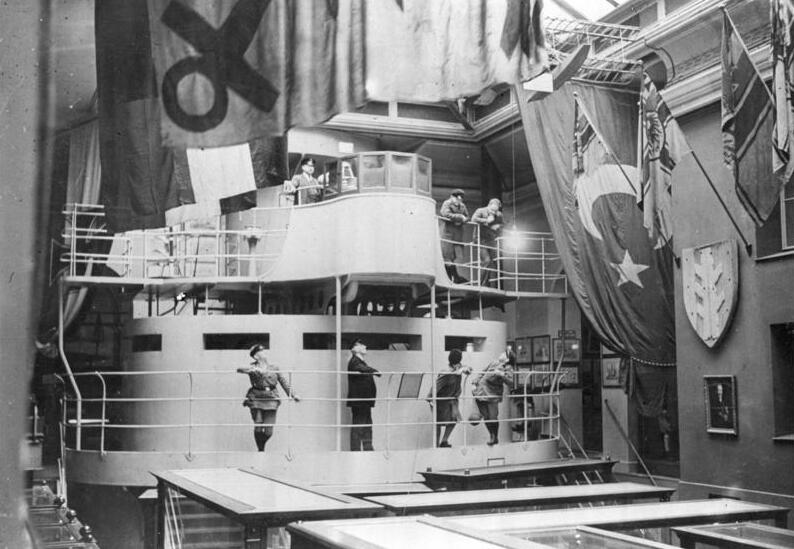
Nachbau der Kommandobrücke des Linienschiffes Braunschweig (1904) im Lichthof

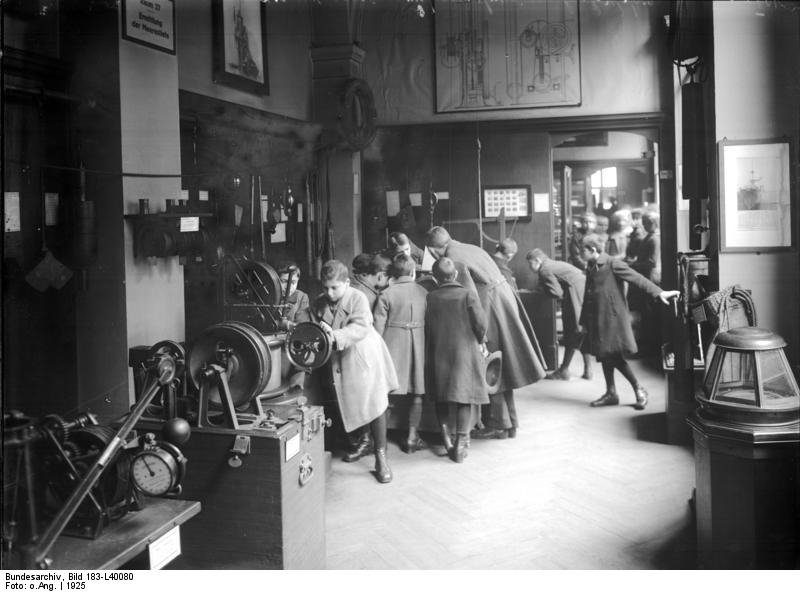
Schüler im Museum, 1925

Das Konzept fußt auf einer Marine-Modell-Ausstellung von 1897/98, welche das Reichsmarineamt und das preußische Kulturministerium initiiert hatten. Ziel der neuen Einrichtung war es, „das Verständnis für die mit der See und dem Seewesen zusammenhängenden Wissenszweige zu heben und den Sinn für die nationale und wirtschaftliche Bedeutung der Seeinteressen zu wecken.“ Das Museum war von Anfang an sowohl für das akademische als auch für das nichtakademische Publikum konzipiert. Es befand sich in der Georgenstraße 34–36, in den Räumen des ehemaligen chemischen Laboratoriums. Das Institut hatte eine enge Verbindung zum Geographischen Institut der Universität, nicht zuletzt auch durch den Gründungsdirektor Ferdinand von Richthofen, der die Eröffnung vorbereitete und Albrecht Penck, der lange Zeit Direktor des Instituts und des Museums war.
Zwischen der Gründung und der Eröffnung der Einrichtung lagen sechs Jahre, was unter anderem an der schleppenden Objektbeschaffung lag: Die Schenkungen und der Ankaufsetat waren zu gering, um das Konzept rascher umzusetzen. Zudem sollten Präparate durch zeitaufwendige Expeditionen gewonnen werden. Auch die Beschaffung der vom deutschen Kaiser in Aussicht gestellten Objekte verlief keineswegs reibungsfrei. Der Kaiser wies an, dass die bestehenden Sammlungen seiner Marine grundsätzlich erhalten bleiben sollten und nur „entbehrliche“ Objekte an das Museum zu übergeben seien. Schließlich wünschte Admiral Alfred von Tirpitz, seit 1897 Staatssekretär des Reichsmarineamtes, keine übermäßig offensive Flottenpropaganda, um keinen britischen Präventivschlag zu provozieren. Der aus Kostengründen kontinuierlichen – statt forcierten – Flottenrüstung sollte eine ebenso behutsame „Volksaufklärung“ entsprechen. Diese Strategie ging auf, das Museum leistete den ihm zugedachten Beitrag zur „Marinebegeisterung“. Es war unter der Bevölkerung beliebt und auch in internationalen Fachkreisen geschätzt.
Erste Exponate des Museums waren eine Schenkung des Tiefseeforschers Karl Chun, der Bodenproben vom Meeresgrund im Rahmen der Expedition des Schiffes Valdivia gesammelt hatte. Die Materialien wurden in der ozeanologischen Museums-Abteilung so aufbereitet, dass damit die Beziehung zwischen den Meersalzen und der Bildung von Steinsalzlagern dargestellt werden konnte. Die bei den Seeforschungen verwendeten Instrumente wurden in einer weiteren Abteilung ausgestellt, eines der ersten Ansichtsexemplare war eine Sigsbee-Lotmaschine (benannt nach deren Konstrukteur Charles Dwight Sigsbee). Zudem gab es eine Abteilung für Küsten- und Hafenwesen, die zwei besondere Stücke präsentierte: ein Reliefbild des Swinemündeer Hafens im Maßstab 1:7500 und ein Anschauungsbild zur Befeuerung der Fahrstraße Kaiserfahrt–Swinemünde. Weitere Museumsabteilungen waren: Schifffahrt, Wasserrettungswesen, Meeresbiologie, Fischerei und wirtschaftliche Verwendung der Meeresprodukte (besonders hervorhebenswert ein Schauschrank mit Bernsteinfunden), die Reichsmarine-Sammlung.

## Organisation
Direktor
- ab 1900 Ferdinand von Richthofen
- ab 1906 Albrecht Penck
- ab 1921 Alfred Merz
- ab 1926 Albert Defant

I. Volkswirtschaftlich-historische Abteilung
- Abteilungsvorsteher
  - ab 1900 Paul Dinse
  - ab 1911 Gustav Braun
  - ab 1912 Alfred Rühl

II. Geographisch-naturwissenschaftliche Abteilung
- Kustos für Ozeanographie, Küstenkunde und Hafenwesen
  - ab 1902 Walter Stahlberg
- Kustos für Seefischerei und wirtschaftliche Verwertung der Meeresprodukte
  - ab 1906 Ludwig Brühl
- Kustos für Meeresbiologie
  - ab 1904 Ludwig Plate
  - ab 1911 Thilo Krumbach
- Kartograph
  - ab 1902 Max Groll
  - ab 1918 Walter Behrmann
- Assistent für Kartographie
  - Kurt Kaehne
- Assistent für Ozeanographie (Verwalter der Bibliothek)
  - Georg Wüst, später 1929 Kustos

III. Reichsmarinesammlung/Kriegsmarinesammlung/Museum der Kriegsmarine
- Vorsteher der Reichsmarinesammlung und Verwalter der Abteilung für Schiffsbau
  - ab 1903 Kapitän z. S. a. D. Rudolf Wittmer
  - ab 1924 Konteradmiral a. D. Hermann Lorey

Nach Gründung der Wehrmacht und Umbenennung der Reichsmarine in Kriegsmarine wurde die Sammlung am 1. Juni 1935 in Kriegsmarinesammlung umbenannt. Im Jahr 1940 wurde die Kriegsmarinesammlung unter Lösung der organisatorischen Bindung zum Institut für Meereskunde als künftige Haupttraditions- und Erinnerungsstätte der Kriegsmarine dem Oberkommando der Kriegsmarine unterstellt und als Museum der Kriegsmarine ausgebracht.

## Ende und Verbleib der Sammlungen
Das Museum wurde im Zweiten Weltkrieg stark zerstört, geschlossen und nicht wieder aufgebaut. Der Großteil der Ausstellungsobjekte werden als Leihgaben der Humboldt-Universität im Deutschen Technikmuseum aufbewahrt, einige befinden sich auch an anderen Orten, z. B. auf dem Traditionsschiff Typ Frieden in Rostock bzw. kamen im Rahmen der Nachkriegswirren abhanden. – Inzwischen wurden zweiundzwanzig Gemälde, von denen die meisten aus einer ursprünglich einhundert Werke umfassenden Sammlung, im Archiv des wehrgeschichtlichen Ausbildungszentrums der Marineschule Mürwik wiederentdeckt. Es handelt sich dabei um Bilder des Marine- und Landschaftsmalers Alexander Kircher aus einer Serie die die Entwicklung der deutschen Schifffahrt über ein Jahrtausend darstellt.